# Parafia św. Maksymiliana Kolbe w Górach Mokrych
Parafia rzymskokatolicka pw. św. Maksymiliana Kolbe w Górach Mokrych – jedna z 8 parafii dekanatu przedborskiego diecezji radomskiej.

## Historia
Po II wojnie światowej w remizie strażackiej w Górach Mokrych była sprawowana Msza Święta raz w miesiącu. W 1954 wzniesiono kaplicę, która została rozebrana nakazem władz, a wiele osób zostało ukaranych grzywnami i więzieniem. W 1971 stare zabudowania gospodarcze adaptowano na kaplicę i rozbudowano. Wyrokiem sądu z Radomia w 1988 stała się ona własnością parafii Przedbórz i odtąd jest tu sprawowane samodzielne duszpasterstwo. Parafia formalnie została erygowana w 1983 przez bp. Edwarda Materskiego. Kościół jest wzniesiony z kamienia, pustaków i cegły, jest budowlą jednonawową.

## Proboszczowie
- 1982–1993 – ks. Edward Jóźwik
- 1994–1995 – ks. Wacław Szmajda
- 1995–2005 – ks. Krzysztof Jężak
- od 2005 – ks. Donat Neska

Proboszczowie parafii Góry Mokre są również proboszczami parafii w Żeleźnicy.

## Zasięg parafii
Do parafii należą wierni z miejscowości: Borowa, Góry Mokre, Góry Suche, Kaleń.